# Tommy Smith (hockey sur glace)
Pour les articles homonymes, voir Tommy Smith et Smith.
Temple de la renommée : 1973
Thomas Smith, dit Tommy Smith, (né le 27 septembre 1885 à Ottawa, Ontario au Canada - mort le 1er août 1966) est un joueur de hockey sur glace. Il a terminé deux fois consécutives meilleur marqueur de l'ANH,.

## Statistiques
| Saison     | Équipe                       | Ligue      |    | PJ  | B  | A   | Pts | Pun |
| 1905-1906  | Victorias d'Ottawa           | FAHL       | 8  | 12  | 0  | 12  |     |     |
| 1905-1906  | Silver Seven d'Ottawa        | ECAHA      | 3  | 6   | 0  | 6   | 12  |     |
| 1906-1907  | Professionals de Pittsburgh  | LIH        | 23 | 31  | 13 | 44  | 47  |     |
| 1907-1908  | Pittsburgh Lyceum            | WPHL       | 16 | 33  | 0  | 33  |     |     |
| 1908-1909  | Professionals de Brantford   | OPHL       | 13 | 40  | 0  | 40  | 30  |     |
| 1908-1909  | Pittsburgh Lyceum            | WPHL       | 6  | 15  | 0  | 15  |     |     |
| 1908-1909  | Club de hockey de Haileybury | TPHL       | 1  | 3   | 0  | 3   | 2   |     |
| 1909-1910  | Redmen de Brantford          | OPHL       | 2  | 1   | 0  | 1   | 3   |     |
| 1910-1911  | Professionnels de Galt       | OPHL       | 18 | 22  | 0  | 22  |     |     |
| 1911-1912  | Victorias de Moncton         | MPHL       | 18 | 53  | 0  | 53  | 48  |     |
| 1912-1913  | Bulldogs de Québec           | ANH        | 18 | 39  | 0  | 39  | 30  |     |
| 1912-1913  | Bulldogs de Québec           | Exhibition | 3  | 4   | 0  | 4   | 0   |     |
| 1913-1914  | Bulldogs de Québec           | ANH        | 20 | 39  | 6  | 45  | 35  |     |
| 1914-1915  | Shamrocks de Toronto         | ANH        | 10 | 17  | 2  | 19  | 14  |     |
| 1914-1915  | Bulldogs de Québec           | ANH        | 9  | 23  | 2  | 25  | 29  |     |
| 1915-1916  | Bulldogs de Québec           | ANH        | 22 | 16  | 3  | 19  | 30  |     |
| 1916-1917  | Canadiens de Montréal        | ANH        | 14 | 7   | 4  | 11  | 32  |     |
| 1919-1920  | Bulldogs de Québec           | LNH        | 10 | 0   | 1  | 1   | 11  |     |
| Totaux ANH | Totaux ANH                   | Totaux ANH | 93 | 141 | 17 | 158 | 170 |     |